# Grönåsatärnen
Grönåsatärnen är en sjö i Örebro kommun i Närke och ingår i Motala ströms huvudavrinningsområde. Sjöns area är 0,004 kvadratkilometer och den är belägen 109 meter över havet.